# عظاءات مدملكة
عظاءات مدملكة أو مجانسات العظاءة المدملكة (التسمية الثنائية:†Nodosaurinae) هي أسرة منقرضة من الزواحف تتبع فصيلة عظايا مدملكة.